# Bernard Jahn
R.D. Bernard Jahn, Ord. Sep. Dom. (8. prosince 1840 Domaslavice – 5. července 1918 Hoštka) byl římskokatolický kněz sudetoněmeckého původu a spisovatel cestopisů.

## Život
Na kněze byl vysvěcen 30. června 1864. V témže roce byl ustanoven za kaplana do Novosedlic. V letech 1869–1877 byl kaplanem expositury Ervěnice. Následovala farářská místa v letech 1877–1889 ve farnosti Mikulov, letech 1889–1897 ve farnosti Proboštov, v letech 1897–1899 ve farnosti Měrunice a od roku 1899 ve farnosti Hoštka. Jeho působení bylo oceněno titulem biskupský konsistoriální rada. Po padesáti letech od vysvěcení se stal knězem jubilárem. Ve farnosti Hoštka působil až do své smrti 5. července 1918.

## Dílo
Byl známým poutníkem a zachovala se jeho cestopisná díla: Pilgerreise in das heilige Land und nach Rom im Jahre 1883 (Pouť do Svaté země a Říma v roce 1883), Pilgerreise nach Lourdes, Santiago und Montserrat im Jahre 1887 (Pouť do Lurd, Santiaga a Montserratu v roce 1887) a Pilger-Reise nach Lourdes und Paray le Monial nebst losen Bemerkungen über einige andere Dinge und Orte / von Bernard Jahn Ritter vom heil. Grabe und Pfarrer in Proboscht (Pouť do Lurd a Paray le Monial spolu s volnými poznámkami o některých dalších věcech a místech / Bernard Jahn Rytíř Božího hrobu a farář v Proboštově).